# Villa Howorka
Villa Howorka (čp. 622) je rodinná vila v ulici Jana Švermy (dříve Klášterní) ve vilové čtvrti, dříve známé jako Zahradní Město, v Kadani. Výstavba byla dokončena roku 1893. Autorem projektu je významný kadaňský architekt a stavitel Josef Peter, který jej vypracoval pro kadaňského gymnasiálního profesora Wenzela Howorku.

## Historie

### Výstavba
Povolení pro výstavbu nové vily v nově vznikající moderní vilové čtvrti Zahradní Město získal její stavebník a budoucí majitel Wenzel Howorka již roku 1892. Následně si nechal od věhlasného kadaňského vilového architekta Josefa Petera zhotovit projekt. Kolaudace novostavby proběhla na jaře roku 1893 a vzápětí se do ní nastěhovali její noví majitelé, rodina Howorkových.
Villa Howorka je typická svým rustikálním štítem obráceným směrem do ulice. Dodnes se dochovala také původní veranda a specifická fasáda im Villastil. Vila rovněž disponuje rozlehlou zahradou.

### Majitelé
Wenzel Howorka se narodil roku 1851 do české rodiny v současnosti již zaniklé vsi Břešťany u Bíliny. Středoškolská studia absolvoval na tehdy cisterciáckém gymnasiu v Chomutově, kde také roku 1871 úspěšně složil maturitní zkoušky. Zajímavostí je, že již jako student vedl na tamním gymnasiu základní kurz stenografie, a sice ve školním roce 1870/1871. Poté studoval zřejmě na Karlo-Ferdinandově universitě v Praze a již roku 1878 je doložen jako aprobovaný suplent přírodopisu na gymnasiu v Chebu. Téhož roku se Wenzel Howorka oženil s Annou Mahner (1853–1929), rodačkou z Mostu. Novomanželé se záhy přestěhovali do Kadaně. Wenzel Howorka tak započal své dlouholeté a intensivní působení, jako profesor na kadaňském gymnasiu. Vyučoval přírodopis, matematiku, fyziku a stenografii. Působil rovněž, jako kustod přírodopisného kabinetu.
V roce 1888 vyšla v Kadani jakožto gymnasiální ročenka Howorkova oceňovaná příručka o rybách a rybářství v Poohří Die Fische und Fischerei-Verhältnisse des Egergebietes. Ta sklidila nemalý úspěch a krátce na to byl Wenzel Howorka dokonce zvolen předsedou Rybářského spolku v Kadani (založeného roku 1883), v němž se mimo jiné zasazoval o návrat lososů do řeky Ohře. Howorka také tou dobou patřil k aktivním členům Rakouské rybářské společnosti ustavené již roku 1880. V letech 1890 až 1898 byl jeho studentem na gymnasiu v Kadani též Theodor Innitzer (1875–1955), pozdější vídeňský arcibiskup a kardinál.
Howorka se proslavil také svými přírodovědeckými a archeologickými průzkumy. Například roku 1903 daroval do Pruských uměleckých sbírek v Berlíně pravěkou sekyru z amfibolu, kterou nalezl kdesi na Kadaňsku. Znám je také jeho zájem o včelařství. V letech 1906 až 1907 Howorka zastával funkci provizorního ředitele kadaňského gymnasia a zároveň tehdy působil jako expert přes rybářství při Zemské kulturní radě pro České království. Ve školním roce 1906/1907 vedl na gymnasiu v Kadani rybářský kurz pro veřejnost a rovněž v dubnu 1907 organizoval pokračovací vzdělávací kurzy v oboru rybářství přímo na půdě Karlo-Ferdinandovy university v Praze. Svými kurzy a přednášky o rybářství se Wenzel Howorka tehdy proslavil po celých Čechách. Doloženy jsou například jeho přednášky v Bečově nad Teplou (1908) nebo v Trutnově (1909).
Když pak někdy kolem roku 1910 odešel do penze, byl mu udělen čestný titul c. k. školního rady. Ještě v letech 1912 a 1913 suploval na střední zemědělské škole v Kadani, kde vyučoval rybářství a botaniku. Roku 1913 však umírá.
S manželkou Annou měli celkem pět dětí. Dcera Gertrud Howorka jako jediná zůstala bydlet ve Ville Howorka a po matčině smrti roku 1929 se stala její novou majitelkou. Gertrud zůstala svobodná, žila z dědictví po rodičích a část vily poskytovala k pronájmu. Ve vile žila až do roku 1945, kdy byla jako Němka z Kadaně vyhnána.